# MasterCard
MasterCard Worldwide (NYSE: MA) là một công ty đa quốc gia có trụ sở ở Purchase, New York, Mỹ. Khắp thế giới, lĩnh vực kinh doanh của công ty này là thực hiện nghiệp vụ thanh toán giữa các ngân hàng của người mua và người bán sử dụng thẻ ghi nợ và thẻ tín dụng thương hiệu "MasterCard" để mua sắm. MasterCard Worldwide là một công ty đại chúng kể tử năm 2006. Kể từ khi IPO lần đầu, MasterCard Worldwide là một membership organization thuộc sở hữu của 25.000+ định chế tài chính ấn hành thẻ của nó.
Tiền thân từ " Ngân hàng liên bang California _ United California Bank " (tiếp theo đầu tiên là Interstate Bank, sau đó sáp nhập vào Wells Fargo Bank), Wells Fargo, Crocker National Bank (cũng bị sáp nhập hết vào Wells Fargo), và Ngân hàng California (sau này trở thành một bộ phận của Ngân hàng liên bang California) và là một đối thủ đáng gờm với BankAmericard do Ngân hàng quốc gia America phát hành. BankAmericard hiện được biết với cái tên phổ biến VISA _ thẻ tín dụng, đặc biệt là Visa International có thể sử dụng để thanh toán quốc tế rất tiện lợi.
Thẻ Tín Dụng MasterCard® được chấp nhận rộng rãi trên toàn thế giới với hơn 25 triệu điểm giao dịch mang logo MasterCard® và các chương trình ưu đãi hấp dẫn.